# Torre de Viladellops
La Torre de Viladellops és un edifici situat al veïnat de Viladellops, al sud-est del municipi d'Olèrdola (Alt Penedès), declarat bé cultural d'interès nacional.

## Història
El lloc és esmentat per primer cop l'any 976, en una donació de terres situades dins el terme del castell d'Olèrdola. L'alou de Viladellops fou donat el 992 al monestir de Sant Pere de les Puel·les pel jutge Teudiscle. Més tard fou propietat de l'orde dels hospitalers. El 1297, el comanador de la comanda de Sant Valentí de les Cabanyes, reclamà al lloctinent del veguer de Vilafranca la defensa del lloc contra Bernat Soler i l'abadessa de les Puelles. El plet s'allargà fins a l'any 1451 quan la reina Maria dictà sentència a favor de la jurisdicció hospitalera. L'any 1809, s'esmenta en un document redactat per un advocat en nom dels hospitalers que la torre estava en ruïnes.

## Arquitectura
Torre de defensa de planta circular, té un diàmetre de 3 m i els murs fan un gruix de 140 cm. Només es conserva fins al nivell del pis principal on hi hauria la porta. A l'interior, el nivell del terra és a 2,3 m del sòl exterior. Uns tres metres més amunt començava la cúpula. L'alçada fins al primer pis, des de l'exterior, devia ser d'uns 7 m.
L'aparell constructiu és format per pedres irregulars, arrenglerades però poc treballades. A l'interior s'hi observa un opus spicatum poc acurat. El petit edifici adossat a l'oest de la torre és considerat una presó o, per alguns, la capella de Sant Joan vell. Fa 4,25 m d'ample per 4,5 m de llarg i una alçària de 180 cm. La torre, segurament acompanyada d'un recinte més ampli situat en el lloc on hi ha la masia, es pot datar al segle xi.